# 华丽马先蒿
华丽马先蒿（学名：Pedicularis superba）是列当科马先蒿属的植物，为中国的特有植物。分布于中国大陆的四川、云南等地，生长于海拔2,800米至3,900米的地区，多生在高山草地、开旷山坡或林缘荫处，目前尚未由人工引种栽培。